# 語族の一覧
語族の一覧（ごぞくのいちらん）は、世界の語族（孤立した言語を含む）の一覧である。

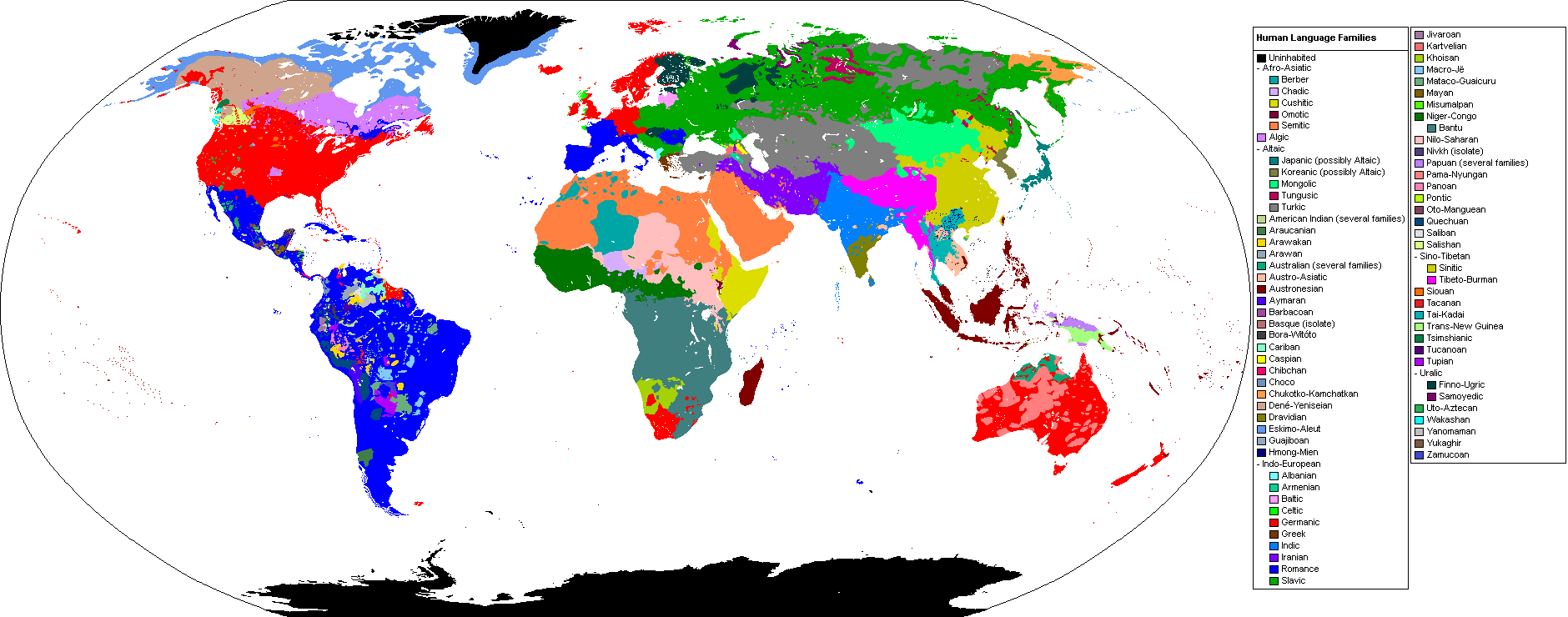

## 概要
語族は諸言語に共通性を見出し、祖語があるのではとの意識が学究的動機に発展して成立した分類体型であり、比較言語学の方法によって同系統と証明された言語群の最上位のグループ名である。（その下位は語派、さらにその下位は語群。）
語族は、歴史学、民族学などにおいて民族集団の分類に用いられることが多く、それぞれの「～語族」に基づき「～人」、「～系民族」、「～族」などと表現される。
次節以降では自然言語の語族の一覧を掲載する。†は比較言語学の記号で、記号が付属している言語は現在の死語を意味する。自然言語以外はその他とし、リンク先等を参照のこと。

## 語族の一覧

### アフリカ
- コイサン諸語：かつてはコイサン語族とされたが、現在は独立した語族の集合体（系統関係は未証明）とされる。吸着音などが特徴的。
  - ジュー・ホアン語族
  - ツウ語族
  - コエ・クワディ語族
    - コエ諸語
    - クワディ語†

  - サンダウェ語（孤立した言語）
  - ハヅァ語（孤立した言語）
- ナイル・サハラ語族（所属言語には諸説あり、諸語族の集合体という説もある）
- ニジェール・コンゴ語族
  - コルドファン語派
  - マンデ語派
  - 大西洋・コンゴ諸語
- バンギメ語（孤立した言語）
- シャボ語（孤立した言語）
- ジャラー語（孤立した言語）
- ラール語（孤立した言語）
- アフロ・アジア語族
  - オモ語派
  - クシ語派
  - エジプト語派
  - チャド語派
  - ベルベル語派
  - セム語派：アラビア語、ヘブライ語など

### ユーラシア

#### 西部
- インド・ヨーロッパ語族（ケントゥム語とサテム語という分類法もある）
  - アナトリア語派†：ヒッタイト語†など
  - トカラ語派†
  - ヘレニック語派：ギリシャ語
  - アルバニア語派
  - アルメニア語派
  - インド・イラン語派
    - インド語群：ヒンディー語、ベンガル語など
    - ヌーリスターン語群
    - イラン語群：ペルシャ語、タジク語

  - バルト・スラヴ語派
    - バルト語派：リトアニア語、ラトビア語など
    - スラヴ語派：ロシア語、ポーランド語、セルビア語など

  - ゲルマン語派：英語、ドイツ語、スウェーデン語など
  - イタロ・ケルト語派（仮説）
    - ケルト語派：アイルランド語など
    - イタリック語派：イタリア語、フランス語、スペイン語など

- コーカサス諸語（互いの系統関係は無い。北西コーカサス語族と北東コーカサス語族で北コーカサス語族を成すという説がある。）
  - カルトヴェリ語族：グルジア語など
  - 北西コーカサス語族
  - 北東コーカサス語族
- バスク語（孤立した言語）
- エトルリア語†：ティルセニア語族を成すという説が有力。
- エラム語†（孤立した言語）：ドラヴィダ語族との間にエラム・ドラヴィダ語族を成すという説がある。
- シュメール語†（孤立した言語）
- フルリ・ウラルトゥ語族†：フルリ語†とウラルトゥ語†

#### 北部
- ウラル語族
  - フィン・ウゴル語派：フィンランド語、エストニア語、ハンガリー語など
  - サモエード語派：ネネツ語、ガナサン語など
- アルタイ諸語：かつてはアルタイ語族を成すという見方が優勢であったが、現在では別々の語族とされる。
  - チュルク語族：トルコ語、ウズベク語、カザフ語、キルギス語、ウイグル語、サハ語など
  - モンゴル語族：モンゴル語、オイラト語、ブリヤート語など
  - ツングース語族：満洲語、エベンキ語など
- 古アジア諸語：互いの系統関係は存在しない。諸語族の集合体の便宜的総称。
  - エニセイ語族：現存はケット語のみ
  - ニヴフ語（孤立した言語）
  - ユカギール語族：現存は２言語のみ。ウラル語族との同系説が有力。
  - チュクチ・カムチャツカ語族

#### 東部
- シナ・チベット語族
  - シナ語派：中国語
  - チベット・ビルマ語派：チベット語、ビルマ語など
- モン・ミエン語族
  - モン語派
  - ミエン語派
- オーストロアジア語族
  - ベト・ムオン語派：ベトナム語など
  - モン・クメール語派
  - ムンダ語派
- タイ・カダイ語族
  - 黎語派（英語版） (Hlai)
  - カム・タイ語派（英語版） ：タイ語など
- 朝鮮語族
- 日琉語族
  - 本土語派（日本語）
  - 琉球語派（琉球語）
- アイヌ語族
  - 北海道アイヌ語
  - 樺太アイヌ語†
  - 千島アイヌ語†

#### 南部
- ドラヴィダ語族：タミル語など
- アンダマン諸語（両語族の系統関係はない）
  - 大アンダマン語族
  - オンガン語族
- ブルシャスキー語（孤立した言語）
- クスンダ語（孤立した言語）
- ニハリ語（孤立した言語）

### オセアニア
- オーストロネシア語族
  - 台湾諸語：台湾原住民の諸言語
  - マレー・ポリネシア語派
    - フィリピン語群：タガログ語、セブアノ語など
    - サマ・バジャウ諸語
    - ボルネオ諸語
    - 中核マレー・ポリネシア語群：ハワイ語、サモア語、マオリ語など

- パプア諸語：互いの系統関係は立証されておらず、便宜的に括られる。
  - トランス・ニューギニア語族：ニューギニア諸語最大の語族
  - セピク語族
  - トリチェリ語族
  - ラム・低地セピク語族 (en:Ramu-Lower Sepik languages) (40) (Foleyが最初に提案)
  - 拡大西パプア語族 (en:Extended West Papuan) (仮説的)
    - 西パプア語族 (en:West Papuan languages) (27)
    - 東バーズヘッド・センタニ語族 (en:East Bird's Head-Sentani languages) (9)
    - ヤワ語族 (en:Yawa languages) (1-2)

  - 南中央パプア語族（Trans-Fly–Bulaka River語族）(en:South-Central Papuan languages) (22) ※
  - レイクス・プレイン語族 (en:Lakes Plain languages) (19) ※
  - トル・クェルバ語族 (en:Tor-Kwerba languages) (17) ※
  - ボーダー語族（タミ語族） (Border languages) (15) ※
  - メイ左岸・クォムタリ語族 (en:Left May-Kwomtari languages) (12) (問題あり)
  - 東チェンドラワシ語族（東ギールヴィンク語族） (en:East Geelvink Bay languages, East Cendrawasih languages) (10)
  - 南ブーゲンヴィル語族 (en:South Bougainville languages) (9)
  - スコウ語族 (en:Skou languages) (8)
  - バイニング語族（東ニューブリテン語族） (en:Baining languages, East New Britain languages) (8)
  - ニンボラン語族 (en:Nimboran languages) (5) ※
  - ユアト語族 (en:Yuat languages) (5) (以前はラム・セピク語族に分類されていた)
  - マイラシ語族 (en:Mairasi languages) (4) ※
  - 東トランスフライ語族 (en:Eastern Trans-Fly languages) (4) (1つはオーストラリア トレス海峡諸島) ※
  - 北ブーゲンヴィル語族 (en:North Bougainville languages) (4)
  - 中央ソロモン語族 (en:Central Solomon languages) (4) - それぞれ孤立言語とする場合もある
  - イェレ・西ニューブリテン語族 (en:Yele-West New Britain languages) (仮説的)
    - イェリ・ダニエ語（イェレ語） (en:Yélî Dnye, Yele) (孤立)
    - アネム語 (en:Anêm) (孤立)
    - アタ語（ペレアタ語、ワシ語） (en:Ata, Pele-Ata, Wasi) (孤立)

  - セナギ語族 (en:Senagi languages) (2)  (おそらくセピク語族と関係あり) ※
  - ピアウィ語族 (en:Piawi languages) (2) (おそらくラム・低地セピク語族に含まれる) ※

- オーストラリア諸語：互いの系統関係は立証されておらず、便宜的に括られる。
  - ブナバン語族（英語版） (Bunuban, Bunaban)
  - デイリー語族（英語版） (Daly) - デイリー川（英語版）流域
  - Darwin Region 語族（英語版） - ノーザンテリトリー ダーウィン
  - Garawan 語族（英語版）
  - Giimbiyu 語†（英語版）(Mangerr)
  - グンウィングアン語族（英語版） (Gunwinyguan, Arnhem) - ノーザンテリトリー アーネムランド
  - イワイジャン語族（英語版） (Iwaidjan, Yiwaidjan)
  - Jarrakan 語族（ジェラガン語族、Djeragan）（英語版）
  - Mirndi 語族 (Mindi)（英語版）
  - Nyulnyulan 語族（英語版）
  - パマ・ニュンガン語族 - 約160言語　オーストラリア最大の語族
  - Tangkic 語族（英語版）
  - ティウィ語（英語版） - ティウィ諸島
  - Wagiman 語（英語版）
  - Wardaman 語 (Yangmanic)（英語版）
  - ウォロラン語族（英語版） (Worrorran, Wororan)

### アメリカ
- エスキモー・アレウト語族 - 北極海沿岸、アラスカ、アリューシャン列島
  - アレウト語
  - エスキモー諸語

- ナ・デネ語族 - 北米西北部、ニューメキシコ州
  - アサバスカ諸語：ナバホ語など
  - イヤック語†
  - トリンギット語

- ハイダ語　※サピアはハイダ語をナ・デネ大語族に含めたが、その後の研究では孤立した言語とするのが定説となっている。

- アルゴンキン・ウォキャシ大語族（英語版）（仮説）
  - アルギック語族
    - アルゴンキン語派（アルゴンキアン語族） - 五大湖を中心に、北米東部の大部分
    - ユロック語

  - セイリッシュ語族
  - チマクアン語族（英語版）
  - ウォキャシ語族（英語版）
  - クーテナイ語

- マクロ・スー大語族（英語版） - アパラチア山脈及び北米中西部
  - スー語族 - グレートプレーンズ
  - イロコイ語族
  - カド語族（英語版）
  - ユチ語（英語版）

- 湾岸大語族（英語版）
  - マスコギ語族

- ホカ大語族 - カリフォルニア半島、メキシコ湾に面した一部地域　※マクロ・スー大語族と併せてホカ・スー大語族とする場合もある。[3]
  - ワショ語
  - キャロック語（英語版）
  - ポモ語族（英語版）
  - アチョマウィ語（英語版）
  - ユマ語族
  - セリ語
  - ヒカケ語（英語版）
  - テキストラテック語族
  - トラパンカン語族（英語版）　※オト・マンゲ大語族に含める説もある

- ケレス語（英語版）　※ホカ・スー大語族に含める場合もある[3]

- ペヌート大語族 - カリフォルニア州、メキシコ東部、グアテマラ、ベリーズ。南米大陸のいくつかの言語を含む説がある
  - ツィムシアン語
  - ヨクツ語族
  - マイドゥ語族（英語版）
  - ミーウォク語族
  - チヌーク語族（英語版）
  - サハプティアン語族（英語版）
  - ミヘ・ソケ語族[3] - ミヘ族、ソケ族
  - トトナク語族（英語版）[3]　※ミヘ・ソケ語族と合わせてトトソケ語族（英語版）とする説もある
  - マヤ語族[3]
  - チパヤ・ウル語族（英語版）[3]　※ペヌート大語族に含めない場合もある
  - ワヴェ語[3]　※オト・マンゲ大語族に含める説もある

- アズテック・タノア大語族（英語版） - ネバダ州、ユタ州、メキシコ西部
  - ユト・アステカ語族 - グレートベースン
  - カイオワ・タノ語族

- タラスコ語 - メキシコ ミチョアカン州

- オト・マンゲ大語族 - メキシコ中部
  - チナンテク語族（英語版）
  - オトミ語族（英語版）
  - ミシテク語族（英語版）
  - ポポロカ語族（英語版）
  - サポテク語族（英語版）

- マクロ・チブチャ大語族（英語版） - ホンジュラス～パナマ地峡にかけて。南米大陸の一部の言語を含む
  - チブチャ語族（英語版）
  - レンカ語 - レンカ族。ホンジュラス、エルサルバドル
  - シンカ語 - グアテマラ
  - チョコ語族（英語版） - パナマ、コロンビア
  - インター・アンディーン語族（英語版） (Paezan) - コロンビア
  - ワイカ語族（英語版） - ベネズエラ、ブラジル

- アンデス・赤道大語族 - アンデス山脈、アマゾン川流域など
  - ケチュマラ大語族（英語版）
    - ケチュア語族
    - アイマラ語族

  - チョン語族[3] - アルゼンチン　※マクロ・パノア大語族（英語版）に含める場合もある
  - アラワク語族
  - ヒヴァロ語族（英語版） - ヒバロ族。エクアドル、ペルー
  - トゥカノ語族（英語版）
  - モヴィマ語 - ボリビア

- サパロ語族 - ペルー、エクアドル

- ゲ・トゥピ・カリブ大語族（英語版） - ギアナ地方、ブラジル南部、パラグアイ、アルゼンチン東部など
  - マクロ・ゲ大語族（英語版）
    - ゲ語族（英語版）

  - トゥピ語族　※アンデス・赤道大語族に含める場合もある[3]
  - マクロ・パノア大語族（英語版）
    - タカナ・パノ大語族（英語版）
      - パノ語族（英語版）

  - カリブ語族

- ムーラ語 - ブラジル アマゾナス州

- アラウカ語族（英語版） - チリ、アルゼンチン

## 提唱中の語族・大語族仮説
大語族仮説や提唱中の語族（系統関係未証明）の一覧。

### 全球的な大語族仮説
ボレア大語族
セルゲイ・スタロスティンが主張する。アジア・ヨーロッパ・北方のアフリカの全言語と、アメリカ先住民諸語のいくつかあるいは全てを含む。ボレアとは北半球のことである。
ノストラティック大語族
ホルガー・ペデルセンが提唱、en:Vladislav Illich-Svitychとen:Aharon Dolgopolskyが現代の仮説に形作る。アフロ・アジア語族、南コーカサス語族、インド・ヨーロッパ語族、ウラル語族、ドラヴィダ語族、アルタイ語族、エスキモー・アレウト語族を含む。
ユーラシア大語族
ジョーゼフ・グリーンバーグが主張する。エトルリア語、インド・ヨーロッパ語族、ウラル語族、ユカギル語、アルタイ語族、朝鮮語、日琉語族、アイヌ語、ニヴフ語、チュクチ・カムチャッカ語族、エスキモー・アレウト語族を含む。
オーストリック大語族
ヴィルヘルム・シュミットが主張した。オーストロアジア語族とオーストロネシア語族を含む。タイ・カダイ語族、ミャオ・ヤオ語族を含むこともある。
東アジア大語族
シナ・チベット語族、モン・ミエン語族、オーストロネシア語族、オーストロアジア語族、クラ・ダイ語族を含む。日琉語族、朝鮮語族を含む場合もある。
デネ・コーカサス大語族
en:John Bengtsonが主張する。シナ・チベット語族、ナ・デネ語族、エニセイ語族、バスク語、古典アキテーヌ諸語（語族）、北東コーカサス語族、北西コーカサス語族、ブルーシャスキー語を含む
インド・太平洋大語族
ジョセフ・グリーンバーグが主張した。タスマニア語と大アンダマン諸語、ニューギニア諸語を含む。クスンダ語、ニハリ語を含むこともある。
アメリンド大語族
ナ・デネ語族、エスキモー・アレウト語族を除くアメリカ先住民の言語の言語をアメリンド大語族にまとめる。ジョセフ・グリーンバーグが主張した。

### 中規模の提唱中の語族
コイサン語族
現在は独立した語族の集合体（系統関係は未証明）とされるが、互いの系統関係があるとの主張も引き続きある。
デネ・エニセイ語族
エドワード・ヴァイダが発表。ナ・デネ語族とエニセイ語族から成る。
ウラル・ユカギール語族
ウラル語族とユカギール語族を同系とする説。
ウラル・シベリア語族
ウラル語族、ユカギール語、チュクチ・カムチャツカ語族、エスキモー・アレウト語族を同系とする説。マイケル・ホーテスキューによって最初に提案。
チュクチ・カムチャツカ・アムール語族
チュクチ・カムチャツカ語族とニブフ語と同系とする説。
ウラル・アルタイ語族
古くはウラル語族とアルタイ諸語が同系と想定されたが、現在、比較言語学的には否定されている。
アルタイ語族
チュルク語族、モンゴル語族、ツングース語族を同系とする「アルタイ語族」は古くは広く常識であったが、現在は別々の語族とするのが主流。
インド・ウラル語族
インド・ヨーロッパ語族とウラル語族を同系とする説。
オーストロ・タイ語族
オーストロネシア語族とクラ・ダイ語族を同系とする説。
シナ・オーストロネシア語族
シナ・チベット語族、オーストロネシア語族、クラ・ダイ語族を同系とする説。
ティルセニア語族†
エトルリア語†、ラエティア語†、レムニア語†などから成る。
扶余語族†
中国の史料に基づき高句麗語†、扶余語†、濊貊語†、沃沮語†、百済語†（支配層）などを同系とする説。
エラム・ドラヴィダ語族
エラム語†とドラヴィダ語族を同系とする説。
北コーカサス語族
北東コーカサス語族と北西コーカサス語族を同系とする説。
イベロ・コーカサス語族
北東コーカサス語族、北西コーカサス語族、南コーカサス語族を同系とする説。
ポンティック語族
北西コーカサス語族とインド・ヨーロッパ語族を同系とする説。
アラロディア語族
北東コーカサス語族とフルリ・ウラルトゥ語族を同系とする説。
バスク語族
バスク語、アクイタニア語†から成る。イベリア語†などを含むこともある。
パプア諸語の大語族
パプア諸語に含まれる数十の語族を、6つ程度の大語族にまとめる。
アメリカ先住民諸語の大語族
アメリカ先住民の諸語族を、さらに上位の大語族にまとめる。#アメリカを参照。

### 独立語族とする説
従来は語族の下位語派とされるが、系統関係は無く独立した語族に分離すべきだとする説があるもの。
アルナーチャルの独立語族群
アルナーチャル・プラデーシュ州で話されるシナ・チベット語族に属すとされる諸語群が独立した語族であるとするもの。Blench (2011) により提唱。
マンデ語族、イジョイド語族、ドゴン語族
ニジェール・コンゴ語族の下位語派とされることが多いが、それぞれ独立した語族とする見解もある。

## 未分類言語
データ不足等の理由で他の言語との比較研究がほとんど行われておらず、分類されていない（所属語族が未決定）の言語を未分類言語という。未分類言語のほとんどは消滅したか、消滅の危機に瀕している。

## その他の言語

### 接触言語

#### ピジン・クレオール言語
異なる言語同士が接触し、意思疎通を目的として生まれた言語。

#### 混合言語
異なる言語同士が接触し、双方の特徴を保ったまま複雑に混合した言語。

## 手話の語族
手話は自然言語であるが、視覚言語でもある。また、聾教育の国際的伝播と、その後の国ごとの独自の発展の経緯によって、ある程度語彙に共通性をもつ語族を形成する。なお、手話にも人工言語が存在する。
- 日本手話語族
- イギリス手話語族
- フランス手話語族
- 日本語対応手話 - 日本語文法に則した手話。中途失聴者などが使用。日本手話とは文法が全く異なる人工言語。
- 他の手話や言語から隔絶した環境で生まれた手話
  - ニカラグア手話
  - アル＝サイード・ベドウィン手話
  - アダモロベ手話
- 国際手話 - 欧米の手話をベースとした人工言語。アジア・アフリカの手話者には習得が難しいとされる。
  - 欧州統一手話 - 現在、ヨーロッパ経済圏を中心に自然発生的に生まれつつある手話。クレオール言語とも言える。